# Henry Percy, 7. Duke of Northumberland

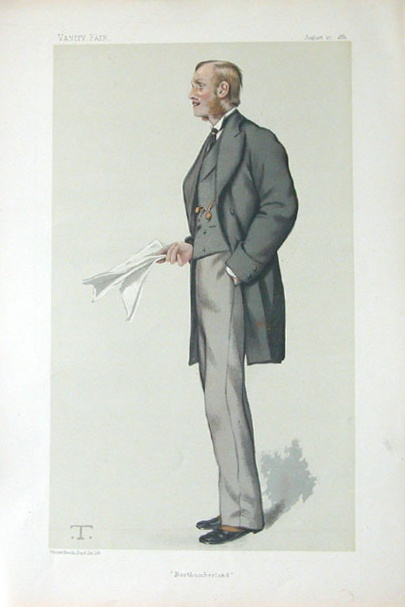
Karikatur Henry Percys in der Vanity Fair, 27. August 1881

Henry George Percy, 7. Duke of Northumberland KG PC (* 29. Mai 1846; † 14. Mai 1918) war ein britischer Adliger sowie Politiker der Conservative Party. Er diente unter anderem als Treasurer of the Household unter Premierminister Benjamin Disraeli.

## Leben

### Familie und Herkunft
Henry George Percy war der älteste Sohn von Algernon Percy, 6. Duke of Northumberland, und dessen Ehefrau Louisa, der Tochter von Henry Drummond. Der Unterhausabgeordnete Lord Algernon Percy (1851–1933) war sein jüngerer Bruder. Als Heir apparent seines Vaters führte Henry Percy zunächst den Höflichkeitstitel eines Lord Warkworth und ab 1867 den eines Earl Percy. Ab 1865 studierte Percy an der Universität Oxford.

### Politische Karriere
Percy wurde 1868 als Abgeordneter für Northumberland North ins Unterhaus des britischen Parlaments gewählt. Unter der Regierung Benjamin Disraelis wurde er 1874 zum Treasurer of the Household ernannt und in den Privy Council aufgenommen. Dieses Amt hatte er bis 1875 inne. Von 1879 bis 1883 war er Vorsitzender der National Union of Conservative and Constitutional Associations. 1885 wurde der Unterhaussitz des Wahlbezirks Northumberland North abgeschafft und Percy wurde für keinen weiteren Wahlbezirk ins Parlament gewählt. Am 22. Juli 1887 wurde ihm durch Writ of Acceleration vorzeitig der nachgeordnete Titel seines Vaters als 3. Baron Lovaine übertragen, wodurch er bereits zu Lebzeiten seines Vaters Mitglied des House of Lords wurde. Ab 1909 war Percy Ratsherr im County Council von Middlesex.

### Zivile und militärische Posten
Mit dem Tod seines Bruders erbte er am 2. Januar 1899 auch dessen übrige Adelstitel als 7. Duke of Northumberland, 8. Earl of Northumberland, 7. Earl Percy, 4. Earl of Beverley, 6. Baron Percy, 8. Baron Warkworth und 10. Baronet, of Stanwick. Im selben Jahr wurde er als Knight Companion in den Hosenbandorden aufgenommen. Später diente er von 1904 bis zu seinem Tod im Jahr 1918 als Lord Lieutenant von Northumberland und war Lord High Steward bei der Krönung von König Georg V. im Jahr 1911, wo er die Edwardskrone trug. Er war 1902 Präsident des Verwaltungsrats des Durham University College of Science (in Newcastle) und ab 1913 auch zweiter Kanzler der Universität von Durham.
Ab 1900 war Percy Mitglied der Royal Society und Mitglied des Verwaltungsrates des British Museums, ab 1902 Präsident der Guildford Agricultural Association. Zudem war er Ehrenoberst (Honorary Colonel) der 2nd Northumberland (Percy) Artillery Volunteers, bis diese Einheit im Oktober 1902 aufgelöst wurde.

## Ehe und Nachkommen
Am 23. Dezember 1868 heiratete Henry Percy Lady Edith Campbell (1849–1913), die Tochter von George Campbell, 8. Duke of Argyll. Der Ehe entstammten dreizehn Kinder:
- Lady Louisa Elizabeth Percy (1869–1893);
- Lady Edith Eleanor Percy (1869–1937);
- Henry Algernon George Percy, Earl Percy (1871–1909);
- Lady Margaret Percy (1873–1934);
- Lady Victoria Alexandra Percy (1875–1958) ⚭ Sir Robert Tidmarsh;
- Hon. Josceline Percy (1876–1898);
- Hon. Ralph William Percy (1877–1889);
- Lady Mary Percy (1878–1965) ⚭ Aymer Edward Maxwell; Eltern von Gavin Maxwell;
- Alan Ian Percy, 8. Duke of Northumberland (1880–1930) ⚭ Lady Helen Magdalen Gordon-Lennox;
- Lord William Richard Percy (1882–1963) ⚭ Mary Swinton;
- Lord James Percy (1885–1903);
- Eustace Sutherland Campbell Percy, 1. Baron Percy of Newcastle (1887–1958) ⚭ Stella Drummond;
- Lady Muriel Evelyn Nora Percy (1890–1956).

Seine Gattin starb im Juli 1913 mit 63 Jahren. Henry Percy überlebte sie um fünf Jahre und starb im Mai 1918 mit 71 Jahren.